# Valentina Litujevová
Valentina Litujevová rozená Bogdanovová (11. prosince 1930 Leningrad – 23. července 2008) byla sovětská atletka, mistryně Evropy ve skoku dalekém na Mistrovství Evropy v atletice v roce 1950 v Bruselu.

## Sportovní kariéra
Do světové špičky dálkařek se dostala v roce 1949 výkonem 576 cm. O rok později zvítězila v této disciplíně na mistrovství Evropy v Bruselu výkonem 582 cm. Na olympiádě v Helsinkách v roce 1952 skončila v soutěži dálkařek jedenáctá. Svoji druhou medaili z evropského šampionátu (tentokrát stříbrnou) vybojovala ve Stockholmu v roce 1958. Z této sezóny pochází také její osobní rekord 610 cm.